# 조 클라크
찰스 조지프 "조" 클라크(Charles Joseph "Joe" Clark, 1939년 6월 5일~)는 캐나다의 정치인이자, 1979년부터 1980년까지 총리를 지냈다. 그는 39세의 총리직에 올라, 캐나다 역사상 최초로 가장 젊은 나이에 총리가 되었다.
앨버타주의 하이 리버에서 태어났다. 그의 아버지는 신문 발행인이었으며, 클라크는 어린 시절에 지역 스포츠 이벤트들을 아버지에게 보고하곤 하였다. 16세 때 첫 웅변을 시작하여, 오타와로 여행하는 기회를 주어져 그의 정치적 관심이 끌리기 시작하였다. 앨버타 대학교에서 정치학 학사와 석사 학위를 취득하고, 브리티시컬럼비아 대학교에서 법학을 공부하였다.
1972년 캐나다 하원 의원에 뽑혔고, 1974년 선거에서도 승리한다. 1976년 진보보수당의 당수로 선출되었다. 당수로서 퀘벡주 문제를 향하였고, 1979년 6월 총선에서 승리하여 총리에 취임하였다. 총리로서 캐나다의 재정적 어려움을 해결하는 데 힘써야 했다. 감세를 시도하였으나, 인기를 잃고 말아 1980년 총선에서 패하고 말았다. 그후에도 진보보수당 당수로 계속 정치 활동을 해왔다.

## 역대 선거 결과
| 선거명      | 직책명                        | 대수 | 정당              | 득표율 | 득표수   | 결과 | 당락                      |
| ----------- | ----------------------------- | ---- | ----------------- | ------ | -------- | ---- | ------------------------- |
| 1972년 선거 | 하원의원 (록키 마운틴 선거구) | 29대 | 캐나다 진보보수당 | 51.63% | 12,984표 | 1위  | 록키 마운틴 하원의원 당선 |
| 1974년 선거 | 하원의원 (록키 마운틴 선거구) | 30대 | 캐나다 진보보수당 | 61.09% | 16,042표 | 1위  | 록키 마운틴 하원의원 당선 |
| 1979년 선거 | 하원의원 (옐로헤드 선거구)    | 31대 | 캐나다 진보보수당 | 70.01% | 28,849표 | 1위  | 옐로헤드 하원의원 당선    |
| 1980년 선거 | 하원의원 (옐로헤드 선거구)    | 32대 | 캐나다 진보보수당 | 69.47% | 27,953표 | 1위  | 옐로헤드 하원의원 당선    |
| 1984년 선거 | 하원의원 (옐로헤드 선거구)    | 33대 | 캐나다 진보보수당 | 74.01% | 37,462표 | 1위  | 옐로헤드 하원의원 당선    |
| 1988년 선거 | 하원의원 (옐로헤드 선거구)    | 34대 | 캐나다 진보보수당 | 44.51% | 17,847표 | 1위  | 옐로헤드 하원의원 당선    |
| 2000년 선거 | 하원의원 (킹스 호스 선거구)   | 36대 | 캐나다 진보보수당 | 53.45% | 14,525표 | 1위  | 킹스 호스 하원의원 당선   |
| 2000년 선거 | 하원의원 (캘거리 센터 선거구) | 37대 | 캐나다 진보보수당 | 46.05% | 26,358표 | 1위  | 캘거리 센터 하원의원 당선 |